# Linnaemya nigritarsis
Linnaemya nigritarsis là một loài ruồi trong họ Tachinidae.